# Chiesa di San Giorgio Martire (Casaletto Vaprio)
La chiesa di San Giorgio Martire è una parrocchiale situata a Casaletto Vaprio, in provincia di Cremona e diocesi di Crema.

## Storia
Le prime notizie risalenti a questa chiesa sono nel XII secolo. Venne in seguito riedificata nel XV secolo e nel 1571 fu istituita la confraternita del Santissimo Sacramento. Questa parrocchia fino all'11 aprile 1580 faceva parte della diocesi di Piacenza ma con la Super universas di Gregorio XIII passo a quella di Crema compresa nella diaconia di Trescore, ma nel secolo successivo passò a quella di Quintano.
Venne consacrata nel 1611 da Gian Giacomo Diedo. Nei secoli XVIII, XIX e XX secolo la chiesa faceva parte del vicariato di Trescore.
Tra il 1912 e il 1914, vicino a questa, venne edificata la nuova Chiesa Parrocchiale che fu inaugurata da monsignor Agostino Cattaneo il 14 luglio 1914. Da allora la vecchia parrocchiale ha assunto il nome di Césa Ècia (Chiesa Vecchia, appunto).
La chiesa conserva affreschi di Giacomo Belotti.